# Mineria de carbó

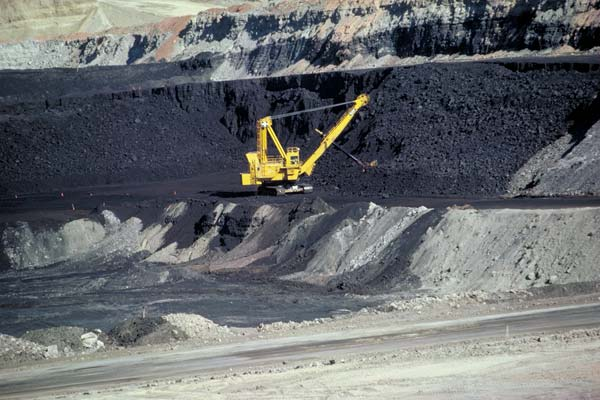
Mina de carbó a cel obert a Wyoming als Estats Units.

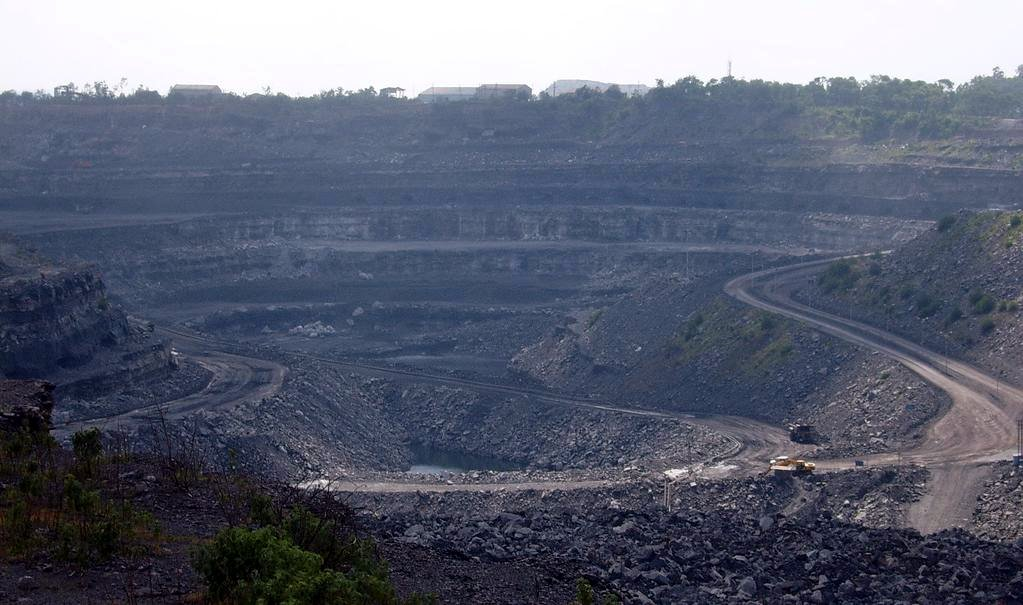
Mina de carbó a Bihar, Índia.

La mineria del carbó té com a objectiu extreure carbó del subsol. El carbó és una valuosa font energètica i des de la dècada de 1880 es fa servir per produir electricitat. Les indústries de l'acer i el ciment utilitzen carbó com a combustible per extreure ferro de les menes ferroses i per produir ciment.
La indústria minera del carbó té una llarga història d'impacte sanitari i ambiental negatius sobre els ecosistemes locals, els impactes de la salut en les comunitats locals i els treballadors, i contribueix molt a les crisis ambientals mundials, com ara la contaminació de l'aire i el canvi climàtic. També hi ha el perill que les partícules de pols de carbó, prou petites com per quedar suspeses a l'aire de la mina, puguin explotar, depenent de la mida de les partícules i de la concentració. Per aquestes raons, el carbó ha estat un dels primers combustibles fòssils en ser gradualment eliminat de diverses parts de l'economia energètica global. Tot i això, segons dades del 2021, la majoria dels principals països productors de carbó, com ara la Xina, Indonèsia, l'Índia o Austràlia, estan augmentant la seva producció per substituir les caigudes d'Europa i els EUA.

## Història
La mina amb extracció continuada més antiga del Regne Unit és la Tower Colliery (colliery és el terme en anglès per referir-se a una explotació carbonífera) al sud de Gal·les. Va ser iniciada el 1805 i va ser tancada el 2008.
A Amèrica es va extreure carbó des de principis de segle xviii i comercialment des de 1730 a Midlothian, Virgínia.
Les màquines de tallar carbó es van inventar a la dècada de 1880. Abans d'aquest invent, el carbó es treia a pic i pala. Cap a 1912 les mines a cel obert es van dirigir amb pales a vapor especials.

## Mètodes d'extracció
El mètode més econòmic d'extracció depèn de la fondària i qualitat de les capes de carbó i de factors geològics i de medi ambient. Tant en mines a cel obert o subterrànies molt sovint cal rentar el carbó en una planta de preparació. La factibilitat tècnica i econòmica s'avalua segons les condicions geològiques:característiques del material que no interessa, continuïtat de l'estrat interessant, gruix, estructura, qualitat i fondària;resistència dels materials a sobre i a sota de la capa de carbó, topografia (especialment altitud i pendent) clima, propietari del terreny i accés; drenatge superficial, condicions de les aigües subterrànies;disponibilitat de treball i materials; requeriments dels compradors del carbó en termes de tonatge, qualitat, destinació i requeriment d'inversió de capital.
El mètode de minar depèn principalment de la fondària, densitat de la capa que no interessa i gruix de la capa de carbó. Estrats que estan relativament a prop de la superfície a fondàries menors aproximadament de 50 metres es fan normalment a cel obert. El carbó a entre 50 i 100 metres de fondària es fan amb mines subterrànies i en alguns casos a cel obert. El carbó a més de 100 m s'acostuma a extreure amb mina subterrània.

### Mines a cel obert modernes

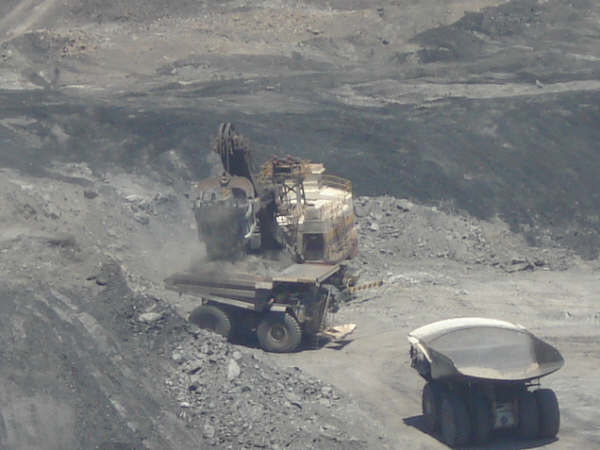
Camions carregats de carbó a la mina Cerrejón a Colòmbia.

Les mines a cel obert extreuen més proporció de carbó dels dipòsits que no pas les subterrànies. Les grans mines a cel obert poden ocupar molts quilòmetres quadrats i fer servir equips de mida molt gran com per exemple dragalines (màquines excavadores), pales a motor, grans camions i cintes transportadores.
En aquest mètode es fan servir primer els explosius per trencar la superfície. El carbó es treu per les dragalines o per pales i camions. La capa de carbó exposada és fracturada i se'n fan bandes. El carbó es carrega en grans camions o cintes transportadores per portar-lo a la planta processadora o per a ser usat directament.
Al món el 40 % del carbó s'extreu a cel obert.

## Mineria subterrània

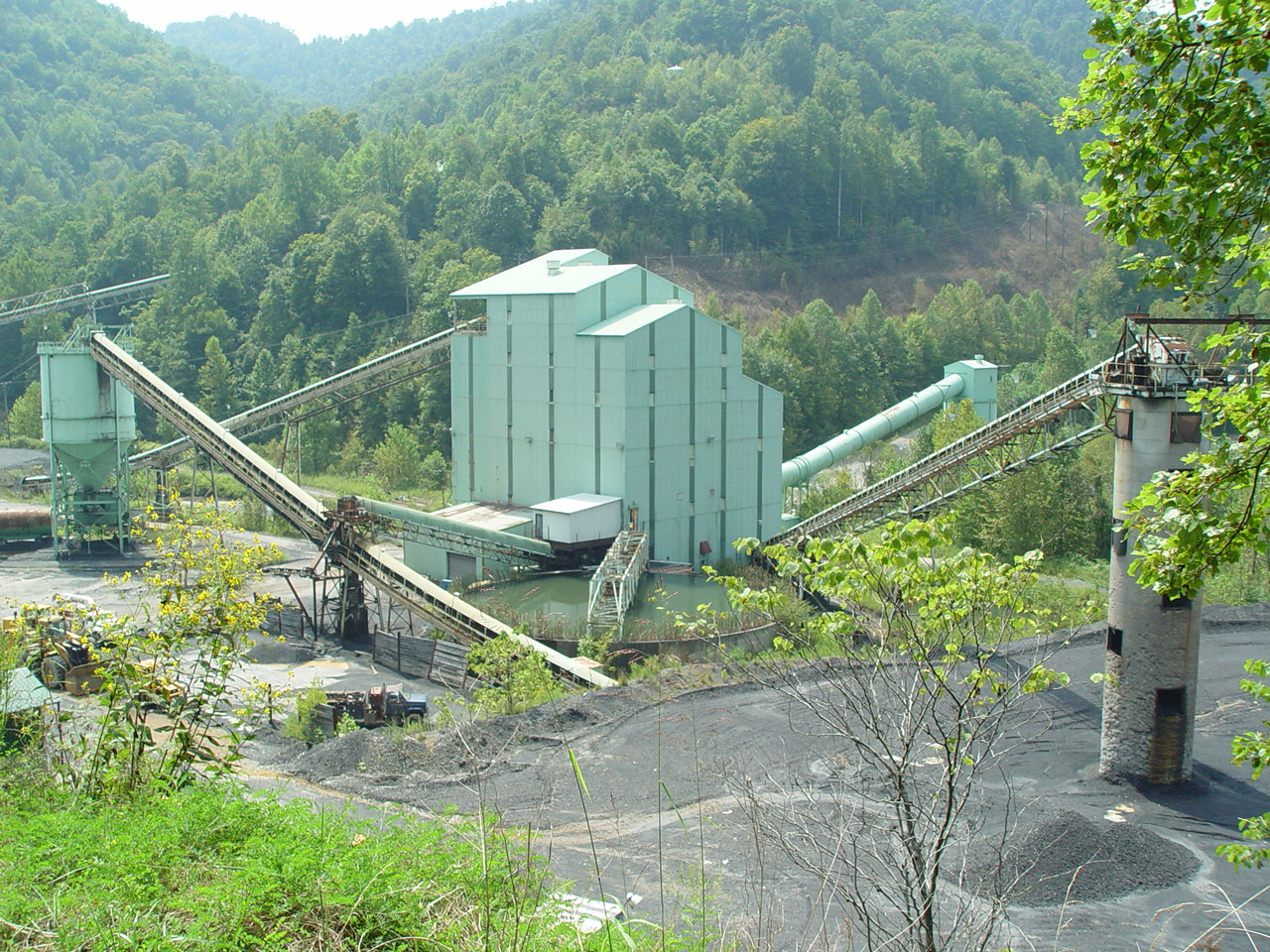
Planta rentadora de carbó a Clay County, Kentucky.

Molts dipòsits de carbó són massa profunds per operar a cel obert i necessiten mines subterrànies, això passa aproximadament amb el 60 % del carbó extret al món. En la mineria subterrània es posen pilars per suportar el sostre de la mina.
Una mina subterrània és aquella explotació de recursos miners que es desenvolupa per sota de la superfície del terreny. L'explotació d'un jaciment mitjançant mineria subterrània es realitza quan la seva extracció a cel obert no és possible per motius econòmics, socials o ambientals. Per a la mineria subterrània es fa necessari la realització de túnels, pous, xemeneies i galeries, així com càmeres.
Hi ha cinc mètodes principals de mineria subterrània :
- Paret llarga, amb la meitat de la producció de carbó subterrània.[5]
- Mineria contínua, utilitza una màquina amb un tambor d'acer rotatori
- Amb explosiu (blasting) o mineria convencional amb explosius com la dinamita per trencar el dipòsit de carbó.
- De paret curta, amb màquines contínues. Només representa un 1 % de la producció subterrània.
- Mineria de retirada, consisteix a treure els pilars, resulta molt perillós.

## Producció
Hi ha mineria comercial de carbó a 50 països amb 7.036 Mt/any d'antracita produïda incrementant-se respecte fa 25 anys. El 2006, la producció mundial de lignits va ser de l'ordre de 1.000 Mt.
Els principals estats productors són:
- Xina (2.804 Mt)
- Estats Units (1.146 Mt)
- Índia (529 Mt)
- Austràlia (428 Mt)
- Àfrica del Sud (283 Mt)
- Rússia (347 Mt)
- Indonèsia (180 Mt)
- Polònia (162 Mt)
- Kazakhstan (103 Mt)
- Colòmbia (75 Mt)

La majoria del carbó es fa servir al país d'origen, amb un 16 % d'antracita exportada.
La producció mundial s'espera que arribi a 7.000 Mt/any el 2030, la major part a la Xina. El carbó per produir energia elèctrica representaria 5.200 Mt/any; per cuinar 620 Mt/any; i lignit 1.200 Mt/any.